# Menconico
Menconico (IPA: [meŋcoˈniːco], Minchinigh in dialetto oltrepadano e dialetto bobbiese) è un comune italiano di 329 abitanti della provincia di Pavia in Lombardia. Si trova nella zona di montagna dell'Oltrepò Pavese denominata valle Staffora, in particolare nella valle del torrente Aronchio, affluente dello Staffora, ai piedi del monte Penice.

## Storia
Menconìco (questa la corretta accentazione, mentre quella che talvolta si trova scritta, Mencònico, è errata) fece parte del Marchesato dei Malaspina fin dalla sua istituzione nel 1164, e nelle divisioni tra i rami della famiglia (di cui la prima, nel 1221, fu siglata nella casa dei marchesi proprio a Menconico), toccò al ramo dello Spino Fiorito e, tra i rami da esso generati, a quello dei Malaspina di Varzi. Questi ultimi si divisero a loro volta in tre rami, di cui uno ebbe il dominio del cosiddetto Terziere di Menconico.
Questo ramo si estinse dopo tre sole generazioni, all'inizio del XIV secolo; nonostante le proteste degli altri Malaspina, il feudo fu incamerato dal duca di Milano, e ne furono investiti gli Sforza di Santa Fiora, che in tal modo misero piede in questa zona: essi erano destinati a divenire feudatari di gran parte dell'alta valle Staffora (fino al 1797).
Fece poi parte sotto i Savoia della Provincia di Bobbio inserita in Liguria sotto il dipartimento di Genova.
Col regio editto del 10 novembre 1818 venivano aggregate a Menconico le frazioni di Monte Martino, Costa, San Pietro, Costa di San Pietro, Giarola, San Pietro Casasco, Colleggio, Gomarito, Gaireto, Lago, Polinago, Carpeneto, Priva, Varsaia, Ronco Marino, Carobbiolo e La Cà.
Nel 1859 entra a far parte della provincia di Pavia e quindi della Lombardia come circondario di Bobbio fino al 1923.
Solo nel 1929 la frazione Bersanino passò al costituendo comune di Santa Margherita di Staffora.

### Simboli
Lo stemma è stato concesso con decreto del presidente della Repubblica del 21 dicembre 1989.
Gli elementi nello scudo rispecchiano la natura agreste del paese e gli armenti che pascolano sulle colline la cui peculiare forma ricorda la più accreditata origine del nome, ossia mons conicus, che descrive un paesaggio ondulato, con rilievi poco pronunciati, tipico dell'Oltrepò.
Le tre stelle rappresentano probabilmente i corsi d'acqua presenti sul territorio, cioè lo Staffora e il suo affluente, il torrente Aronchio, ma anche le frazioni del comune.
Il gonfalone è un drappo di azzurro .

## Monumenti e luoghi d'interesse

### Architetture religiose
- Chiesa parrocchiale di San Giorgio Martire di Menconico, parrocchia eretta nel X secolo, sorta sui resti di un antico edificio fondato dai monaci di Bobbio, l'attuale edificio venne consacrato l'8 luglio del 1565. La parrocchia, con il titolo di arcipretura, dipende dal vicariato di Bobbio, Alta Val Trebbia, Aveto e Oltre Penice della Diocesi di Piacenza-Bobbio[7]. La chiesa si trova adiacente alla piazza del paese, a pochi metri dalla casa comunale.

Dalla parrocchia di Menconico dipendono: l'Oratorio dell'Immacolata Concezione di Varsaia e l'Oratorio dell'Ospedaletto dei Tre Passi.
- Chiesa parrocchiale di San Nazario (XVI secolo, in località Montemartino). Diocesi di Tortona
- Chiesa Parrocchiale di San Pietro (XIV secolo, in località San Pietro in Casasco). Diocesi di Piacenza-Bobbio[8]

### Monumenti partigiani
- Monumento ai caduti della Grande Guerra, un obelisco di marmo e pietra donato dall'ANPI (Associazione Nazionale Partigiani d'Italia) a ricordo dei caduti di Menconico[9].
- Monumento a tre partigiani caduti nella battaglia dell'Aronchio, eretto in ricordo dei partigiani Carlo Benedini, Felice Casotti e Giovanni Ferrari, posto sulla SP 186 per il Brallo[10].
- Lapide commemorativa in memoria dei caduti, nella piazza del Comune a pochi metri dal Monumento ai caduti della Grande Guerra (vedi sopra). Sulla lapide in marmo sono riportati i nomi dei caduti nella prima e seconda Guerra Mondiale.[11]

- Riserva Naturale Monte Alpe

## Società

### Evoluzione demografica
Abitanti censiti

## Cultura
Questo paese fa parte del territorio culturalmente omogeneo delle Quattro Province (Alessandria, Genova, Pavia, Piacenza), caratterizzato da usi e costumi comuni e da un importante repertorio di musiche e balli molto antichi. Strumento principe di questa zona è il piffero appenninico che accompagnato dalla fisarmonica, e un tempo dalla müsa (cornamusa appenninica), guida le danze e anima le feste.

## Amministrazione
| Periodo        | Periodo        | Primo cittadino                    | Partito                                    | Carica  | Note   |
| -------------- | -------------- | ---------------------------------- | ------------------------------------------ | ------- | ------ |
| 13 maggio 1985 | 7 maggio 1990  | Livio Bertorelli                   | Partito Socialista Democratico Italiano    | Sindaco | [ 13 ] |
| 7 maggio 1990  | 24 aprile 1995 | Paolino Giuseppe Donato Bertorelli | Democrazia Cristiana                       | Sindaco | [ 13 ] |
| 24 aprile 1995 | 14 giugno 1999 | Paolino Giuseppe Donato Bertorelli | Coalizione di Centro                       | Sindaco | [ 13 ] |
| 14 giugno 1999 | 14 giugno 2004 | Paolino Giuseppe Donato Bertorelli | Lista civica di Centro                     | Sindaco | [ 13 ] |
| 14 giugno 2004 | 8 giugno 2009  | Livio Bertorelli                   | Lista civica di Centro                     | Sindaco | [ 13 ] |
| 8 giugno 2009  | 26 maggio 2014 | Livio Bertorelli                   | Lista civica di Centro Menconico Migliore  | Sindaco | [ 13 ] |
| 26 maggio 2014 | 27 maggio 2019 | Paolino Giuseppe Donato Bertorelli | Lista civica Vivere a Menconico            | Sindaco | [ 13 ] |
| 27 maggio 2019 | 10 giugno 2024 | Paolino Giuseppe Donato Bertorelli | Lista civica Miglioriamo Menconico         | Sindaco | [ 13 ] |
| 10 giugno 2024 | in carica      | Paolino Giuseppe Donato Bertorelli | Lista civica Miglioriamo Menconico Insieme | Sindaco | [ 13 ] |

### Comunità montane
Fa parte della fascia montana della Comunità montana Oltrepò Pavese.

## Infrastrutture e trasporti
È attraversato dalla Strada statale 461 del Passo del Penice, che collega Voghera a Bobbio, nel piacentino.